# Stöckerberg-Tunnel
Der Stöckerberg-Tunnel, auch Tunnel Stöcken genannt, ist ein ehemaliger Straßenbahntunnel im Solinger Stadtteil Mitte und mit 188 Metern der längste Solinger Tunnel. Nach seiner Stilllegung 1969 wird er heute zum Teil als Schießstand eines Schützenvereins genutzt. Für die geplante Reaktivierung der ehemaligen Straßenbahntrasse zwischen Solingen-Mitte und Kohlfurth als Radwanderweg bestehen seit 2019 Ideen, auch den Stöckerberg-Tunnel wieder nutzbar zu machen.
Die 1912 bis 1914 errichtete Straßenbahntrasse zwischen Elberfeld (heute Wuppertal) und dem Mühlenplatz in der Solinger Innenstadt hatte auf der Solinger Seite nach Querung der Wupper auf der Kohlfurther Brücke einen Höhenunterschied von knapp 110 Metern zu überwinden. Dies gelang vor allem durch den kurvenreichen Verlauf der Strecke. Zwischen der Firma Rasspe am Stöcken und der Streusiedlung Im Klauberg war überdies ein Höhenrücken zu überwinden, auf dem die Hasselstraße verläuft. Dort wurde der einröhrige Stöckerberg-Tunnel errichtet, dessen Nordportal im Bereich der Haarnadelkurve der Cronenberger Straße errichtet wurde. Dieses ist heute noch von der Straße aus sichtbar. Das Südportal wurde kurz hinter der Straße Erbenhäuschen, westlich des heutigen Ginsterwegs errichtet. Von dort aus führte die Strecke in einer Kurve weiter in Richtung Margaretenstraße.
Befahren wurden die Strecke und der Stöckerberg-Tunnel von der Linie 5 der Barmer Bergbahn (später Wuppertaler Stadtwerke). Die Barmer Bergbahn übernahm ab 1927 durch den Tunnel auch den Gütertransport zum Solinger Nordbahnhof für den Landmaschinenteileproduzenten Rasspe von dessen Fabrik am Stöcken. Der Güterverkehr wurde allerdings 1958 wieder eingestellt.:38f. Der Straßenbahnverkehr auf der Linie 5 wurde schließlich am 3. Mai 1969 eingestellt. Das südliche Portal des Stöckerberg-Tunnels wurde später zugeschüttet, nur das nördliche Portal ist noch zugänglich.
Seit 2019 bestehen Pläne zur Reaktivierung der ehemaligen Straßenbahntrasse als Radwanderweg Stöckerberg-Trasse, auch vor dem Hintergrund des Umbaus der 2009 aufgegebenen Fabrik Rasspe zu einem Gewerbegebiet in den 2020er Jahren. In diesem Zuge ist auch geplant, den Stöckerberg-Tunnel als wichtigstes Bauwerk der Strecke zu reaktiveren.